# Élections municipales de 1995 dans les Alpes-de-Haute-Provence
Les élections municipales françaises de 1995 ont eu lieu les 11 et 18 juin 1995. Le département des Alpes-de-Haute-Provence compte 200 communes, dont 6 de plus de 3 500 habitants où les conseillers municipaux sont élus selon un scrutin de liste avec représentation proportionnelle.

## Maires élus
Les maires élus à la suite des élections municipales dans les communes de plus de 3 500 habitants :
| Communes                   | Population (1990) | Maire sortant   | Parti | Parti | Maire élu         | Parti | Parti   |
| -------------------------- | ----------------- | --------------- | ----- | ----- | ----------------- | ----- | ------- |
| Château-Arnoux-Saint-Auban | 5 109             | José Escanez    |       | PS    | José Escanez      |       | PS      |
| Digne-les-Bains            | 16 087            | Pierre Rinaldi  |       | RPR   | Jean-Louis Bianco |       | PS      |
| Forcalquier                | 3 993             | Raymond Franjou |       | PS    | Pierre Delmar     |       | RPR     |
| Manosque                   | 19 107            | Louis Raffalli  |       | RPR   | Robert Honde      |       | Radical |
| Oraison                    | 3 509             | Jean Santucci   |       | PS    | Michel Vittenet   |       | DVD     |
| Sisteron                   | 6 594             | Daniel Spagnou  |       | RPR   | Daniel Spagnou    |       | RPR     |

## Résultats

### Résultats en nombre de maires
| Partis       | Partis                           | Maires sortants | Maires élus | Évolution |
| ------------ | -------------------------------- | --------------- | ----------- | --------- |
|              | Parti socialiste                 | 3               | 2           | -1        |
|              | Radical                          | 0               | 1           | +1        |
| Total gauche | Total gauche                     | 3               | 3           | 0         |
|              | Rassemblement pour la République | 3               | 2           | -1        |
|              | Divers droite                    | 0               | 1           | +1        |
| Total droite | Total droite                     | 3               | 3           | 0         |
| Total        | Total                            | 6               | 6           | -         |